# Scymnus binotulatus
Scymnus binotulatus är en skalbaggsart som beskrevs av Karl Henrik Boheman 1859. Scymnus binotulatus ingår i släktet Scymnus och familjen nyckelpigor. Inga underarter finns listade i Catalogue of Life.